# Coober Pedy
Coober Pedy är en ort i Australien.  Staden omnämns ibland som "Världens opalhuvudstad". Den ligger i kommunen District Council of Coober Pedy och delstaten South Australia, omkring 750 kilometer nordväst om delstatshuvudstaden Adelaide.
Trakten runt Coober Pedy är nära nog obefolkad, med mindre än två invånare per kvadratkilometer..